# Чернокнижник 3: Последняя битва
«Чернокнижник 3: Последняя битва» (англ. Warlock: The End Of Innocence) — американский фильм ужасов, снятый в 1999 году.

## Сюжет
Он вернулся, дабы обрести бессмертие… 350 лет назад ведьма из Новой Англии Кэтрин Миллер вырвала свою дочь из лап демонического Чернокнижника. Дабы обрести бессмертие, он обязан был забрать кровь и душу дочери Кэтрин, сделав её пожизненной Невестой Тьмы. Но Чернокнижнику пришлось затаиться до наших дней. Крис Миллер росла сиротой. Прознав об оставленном ей в наследство заброшенном жилище XVI столетия, она решила обследовать его и провести в нём выходные. Крис тотчас ощутила какую-то необычную ауру дома, а ночью её терзали кошмары и ненормальные видения. Но приехавшие в гости товарищи рассеяли её опасения. А в самый разгар веселья в жилище появился незнакомец с изящными манерами, очаровавший всех присутствующих.
Этот нежданный гость — Чернокнижник, явившийся забрать то, что обеспечит ему бессмертие — душу Крис. Но жертва должна отдать её добровольно…

## В ролях
- Брюс Пэйн — Филлип Ковингтон / Чернокнижник
- Эшли Лоренс — Крис Миллер
- Пол Фрэнсис — Майкл
- Ян Швайтерман — Джерри
- Анджел Борис — Лиза
- Рик Хирст — Скотт
- Боти Блисс — Робин